# NGC 1637
| Galáxia espiral NGC 1637 |                                                              |
|                          |                                                              |
| Dados do catálogo:       |                                                              |
| Classificação do objeto: | Sc                                                           |
| Brilho superficial       | 13,0                                                         |
| Massa (Sol=1)            | ----                                                         |
| Outras denominações:     | UA 93, MCG+00-12-068, H I-122, h 327, GC 888, PGC 15821, etc |

NGC 1637 é uma galáxia espiral localizada a cerca de trinta e oito milhões de anos-luz (aproximadamente 11,65 megaparsecs) de distância na direção da constelação do Erídano. Possui uma magnitude aparente de 10,8, uma declinação de -02º 51' 29" e uma ascensão reta de 04 horas, 41 minutos e 28,0s.